# Plema
Plema (cyr. Плема) – wieś w Bośni i Hercegowinie, w Republice Serbskiej, w gminie Rudo. W 2013 roku liczyła 188 mieszkańców.